# Бидгоський повіт
Бидгоський повіт (пол. powiat bydgoski) — один з 19 земських повітів Куявсько-Поморського воєводства Польщі.
Утворений 1 січня 1999 року в результаті адміністративної реформи.

## Загальні дані
Повіт знаходиться у західній та центральній частині воєводства.
Адміністративний центр — місто Бидгощ (місто не входить до складу повіту).
Станом на 1.01.2008 населення становить 99 386 осіб, площа 1395,53 км².

## Демографія
Демографічні дані повіту станом на 30.06.2005:
|       | Всього | Всього | Жінки  | Жінки | Чоловіки | Чоловіки |
| ----- | ------ | ------ | ------ | ----- | -------- | -------- |
|       | осіб   | %      | осіб   | %     | осіб     | %        |
| Повіт | 93 735 | 100    | 47 567 | 50,7  | 46 168   | 49,3     |
| Міста | 25 788 | 100    | 13 393 | 51,9  | 12 395   | 48,1     |
| Села  | 67 947 | 100    | 34 174 | 50,3  | 33 773   | 49,7     |